# Reproduktiv barriär
Reproduktiv barriär kallas även fortplantningsbarriär. Reproduktiv barriär är ett biologiskt begrepp som syftar till de hinder som kan finnas för att individer skall kunna skapa avkomma tillsammans. Det är sådana barriärer som hindrar olika arter från att få en normal fertil avkomma med varandra.
Reproduktiva barriärer kan vara mycket olika. När det gäller djur kan det handla om att individernas beteende inför parning är för olika eller att parningsorganens utformning gör att de inte fungerar tillsammans. Hos växter kan det handla om olika blomningstider, blombyggnad eller att pollenkornen har fel storlek.
Om en befruktning mellan olika djurarter kan äga rum så kan ändå reproduktiva barriärer finnas i form av att zygoten eller embryot dör eller att avkomman blir steril.